# Premier Voyage
Pour plus de détails, voir Fiche technique et Distribution.
Premier Voyage est un film français de Nadine Trintignant sorti en 1980.
C'est un road movie dont les rôles principaux sont joués par les propres enfants de la réalisatrice, Marie et Vincent.

## Synopsis
Marie, une adolescente, et son petit frère Vincent, cinq ans, viennent de perdre leur mère. Ils décident d'envoyer un télégramme à leur père qui les a abandonnés depuis longtemps, et partent ensemble à sa recherche.

## Fiche technique
- Titre : Premier Voyage
- Réalisation : Nadine Trintignant, assisté de Patrick Dewolf, Laurent Jacob et Fina Torres
- Scénario : Henriette Jelinek et Nadine Trintignant
- Photographie : William Lubtchansky
- Montage : Carole Marquand
- Musique : Georges Delerue
- Sociétés de production :  Antenne 2, Fildebroc, Oliane Productions
- Durée : 90 minutes
- Date de sortie :
  - France : 19 mars 1980

## Distribution
- Marie Trintignant : Marie Lambert
- Vincent Trintignant : Vincent Lambert
- Richard Berry : Jean Decaze
- Patrick Chesnais : Yan Lambert
- Lucienne Hamon : tante Jeanne
- Philippe Rouleau : l'automobiliste
- Roger Riffard : Oncle Louis
- Benoît Ferreux : Charles
- Jean Landier : Oncle Paul
- Maurice Bernart : le yachtman